# 世界青少年武术锦标赛
世界青少年武术锦标赛，简称世青赛，是由国际武术联合会举办的世界级中华武术竞赛。

## 首届锦标赛
首届世界青少年武术锦标赛在马来西亚的首都吉隆坡蕉赖羽毛球馆（CHERAS BADMINTON STADIUM）内举行，大马彩是主要赞助商。2006年8月20日，傍晚6点半举行开幕仪式。
2006年8月22日开赛，参与的国家与地区有40个，共354名男女选手参赛。中华人民共和国有18名运动员参赛，10人参加套路比赛，8人参加散手比赛。
比赛主要分别为
1. 套路比赛：有229人参加，以争夺甲、乙两组共36枚金牌。
2. 散手比赛：125人参加，争夺男、女共12个级别的冠军。